# Percussion Español
Percussion Español è un album discografico di Al Caiola, pubblicato dall'etichetta discografica Time Records nel settembre del 1960.

## Tracce
Lato A
1. Macarenas – 3:28 (Bautista Monterde)
2. Noche de ronda – 2:09 (Agustín Lara)
3. Malagueña – 3:31 (Ernesto Lecuona)
4. Granada – 3:12 (Agustín Lara)
5. Cielito lindo – 2:25 (Quirino Mendoza y Cortés)
6. Tico tico – 1:50 (Zequinha de Abreu, Aloísio de Oliveira)

Lato B
1. España cañí – 2:41 (Pascual Marquina Narro)
2. La Spagnola – 2:16 (Vincenzo Di Chiara)
3. El Relicario – 2:18 (José Padilla Sánchez, José María Castellví)
4. La paloma – 2:19 (Sebastián de Iradier y Salaverri)
5. Andalucia – 3:11 (Ernesto Lecuona)
6. Lady of Spain – 1:42 (Erell Reaves, Tolchard Evans)

## Musicisti
- Al Caiola - chitarra
- Mr. X - chitarra
- John Pizzarelli - chitarra
- Don Arnone - chitarra
- Ray Cresara - tromba
- James Maxwell - tromba
- Carl Poole - tromba
- Stephen Lipkins - tromba
- John Barrows - corno francese
- Jimmy Buffington - corno francese
- Earl Chapin - corno francese
- Phil Bodner - woodwinds
- Romeo Penque - woodwinds
- Harold Feldman - woodwinds
- Nick Perito - accordion
- Dominic Cortese - accordion (A2, A6, B2, B4 e B5)
- Frank Carroll - contrabbasso
- Bob Rosengarden - batteria
- Phil Kraus - percussioni
- George Devens - percussioni

Note aggiuntive
- Bob Shad - produttore
- Registrazioni effettuate il 16 e 17 maggio 1960 a New York
- Ray Hall - ingegnere delle registrazioni
- Elba Ocampo - ballerina di Flamenco[3]